# Assuti
Assuti, manja banda Nez Percé Inmdijanaca, porodica Shahaptian, koja je u prošlosti živjela na Assuti Creeku u   Idahu. Priključili su se poglavici Josephu u Nez Percé ratu 1877. pa su moguće preživjeli završili na rezervatu Colville u Washingtonu. J. R. S. ih nema na svojem popisu.

## Vanjske poveznice
- Nez Perce Indian Tribe History